# George Schlegel
George Schlegel Lithographing Co. (1849-1957) was een New Yorkse drukkerij die bekend werd door haar etiketontwerpen voor sigaren en sigaardozen. Het vormde eigendom van en werd beheerd door vier generaties van Duitse zakenmannen.
Vanaf ongeveer 1870 ontstonden er in New York veel Duitse lithografische bedrijven die zich richtten op advertenties met kunst voor de sigarenindustrie zoals Schumacher and Ettlinger, Knapp Company, F. Heppenheimer and Company, George Schlegel en Witsch and Schmitt. Sigaren werden met name verkocht door de aantrekkelijkheid van het etiket en sigarenfabrikanten zochten daarom getalenteerde kunstenaars en kwaliteitsdrukkerijen, wat weer leidde tot een 'boom' in de sector van de lithografische kunst.